# 岡上景能

岡上景能像（群馬県みどり市・岩宿博物館敷地内）

岡上 景能（おかのぼり かげよし、寛永6年〈1629年〉? - 貞享4年12月3日〈1688年1月5日〉）は、江戸時代前期の武士、幕臣。通称は次郎兵衛。姓を岡登、通称を治郎兵衛とする史料もあるが、一般には「岡上」と「次郎兵衛」が正しい。本姓は藤原氏。現在の群馬県みどり市・太田市などを流れる農業用水路、岡登用水 / 岡上用水（おかのぼりようすい）にその名を残す。

## 経歴

### 生い立ち
『寛政重修諸家譜』によれば、岡上家は元々後北条氏の家臣で、天正18年（1590年）の徳川家康の関東入国に伴い召し出され、景能の祖父・甚右衛門景親が代官に任じられたという。ただし、同書は景能の父の名も甚右衛門景親としており、祖父の名としては九左衛門景武もしくは九左衛門景純という異説がある。『小田原衆所領役帳』に見える「岡上主水助」が一族とみられ、武蔵国都筑郡岡上村（現・神奈川県川崎市麻生区岡上）の地名をとって岡上を名乗ったと考えられる。
景能の父・甚右衛門景親は寛永8年（1631年）に代官に任じられたと『寛政重修諸家譜』にあり、寛永12年（1635年）から翌年にかけての貫前神社造営に際し、奉行として携わったことが鐘銘（現存せず）・三十六歌仙額墨書・棟札などから確認できる。景親は代官としては上野国甘楽郡・吾妻郡の統治に関与したことが水帳から確認できる。
享保11年（1726年）に書かれた『岡上雪江伝』では、景能の母は元は5000石の幕臣・大井氏の妻だったが、景能を連れ子として岡上氏と再婚した、すなわち景能の実父は大井氏であるとしている。
明治時代に纏められた資料では武蔵国児玉郡高柳村（現在の埼玉県本庄市）の生まれとされており、「岡登景能の生地」は埼玉県指定旧蹟となっている。また同地には景能の死後その子・八郎兵衛が住み、酒造屋を営み明治時代まで居住したという。

### 景能の事蹟
景能が代官に就任したのは寛文元年（1661年）とされているが、承応3年（1654年）の検地文書に花押が確認されており、それ以前から代官の父の仕事の一部を担っていたとみられる。岡上氏の支配した地域は上野国、下野国足利地方、越後国中魚沼郡、武蔵国（多摩郡など）に及んだ。
寛文8年（1668年）11月の『上野国郷帳』では、上野国の天領は8名の代官で統治しており、景能の支配地は甘楽郡、多胡郡、緑埜郡、吾妻郡、勢多郡、那波郡、群馬郡に及び、代官の中で最大の19,789石余を支配している。

#### 上野国新田郡
『上野国郷帳』の支配地域には含まれていないが、同時期に新田郡北部、笠懸野の開墾事業に取り組んでいる。その方法は請負人に新田の開発を行わせ、地主となる農民にそれを売り渡すというものである。景能による開発によって生まれた新村は、久宮村・桃頭村（現・みどり市）・六千石村・大原本町・山之神村・大久保村・権右衛門村・溜池村（現・太田市）とされている。寛文9年（1669年）に幕府役人が笠懸野の開墾地の視察に派遣されていることから、その頃には新田開発をほぼ完了していたことがうかがえる（『徳川実紀』）。
寛文4年（1664年）に岡登用水（後述）の開鑿に着工（『徳川実紀』）、寛文12年（1672年）以前に完成をみたことが確認できるが、間もなく廃絶された。
銅山代官を寛文8年（1668年）から貞享4年（1687年）まで務め、足尾銅山街道の整備と大原宿の設置を行った。足尾銅山街道（現・群馬県道69号）沿線のみどり市笠懸町鹿に景能の陣屋跡が所在する。
延宝4年（1676年）には新田寺・国瑞寺・東禅寺の創建の許可を得ている。国瑞寺はみどり市笠懸町阿左美に現存し、新田寺と東禅寺という名の寺は現存しないものの、伝承と宗派によって新田寺は太田市大原町の長建寺、東禅寺は同町の大原寺と推定されている。なお同町所在の全性寺も岡上氏創建の寺院であり、以上から岡上氏による4ヶ寺の創建が認められる。5神社の建立も行ったと伝わり、全性寺に隣接する神明宮及び大久保町の赤城神社は景能の建立と推定されている。

#### 上野国吾妻郡
吾妻郡には岡上甚右衛門が元和2年（1616年）に新定利村（現・東吾妻町岡崎）に陣屋を置いて支配したという。
岩久保観音（東吾妻町指定史跡）は元和2年（1616年）に岡上甚右衛門が建立したと伝わり、景能が寛文2年（1662年）に再建したとみられる。
当地でも新田開発に取り組み、岡崎新田の開発のため榛名湖から流出する沼尾川から水を引き、岡上用水を通水した。正保2年（1645年）以前のことである。

#### 越後国
越後国での事蹟は、中頸城郡高田に陣屋を置き、中魚沼郡十日町を中心に新田開発を行ったこと程度しか伝わらない。

#### 下野国
足利郡で柳原用水・坂西用水・七カ村用水の開鑿を行ったと伝わる。

### 切腹

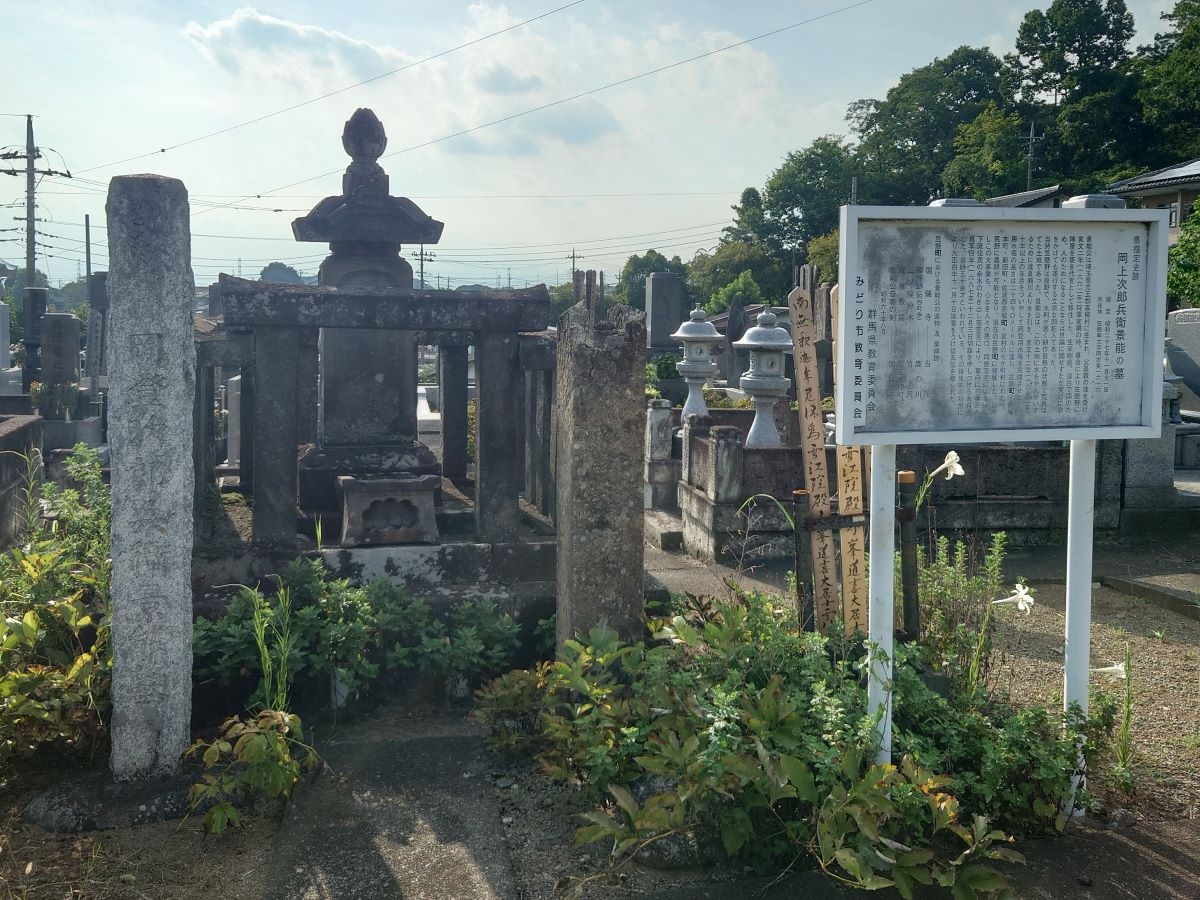
岡上景能の墓（群馬県指定史跡、みどり市笠懸町阿左美国瑞寺）

『徳川実紀』『寛政諸家系図伝』によれば、貞享4年（1687年）7月6日に八丈島への流罪が決まったが、余罪が判明したことで12月3日（1688年1月5日）に切腹させられた。罪状については、柳沢吉保が采地に賜った土地の引渡しのやり方が悪かった（『徳川実紀』）、「贓罪（不正の手段で物品を得た）」（『徳川実紀』）、村境争論の処置について糾明されても証拠のないことを申述し、代官所の沙汰も明白でないことが多い上、非を逃れようとした（『寛政諸家系図伝』）とされているが、切腹に値する罪ではないように思われる。その背景には徳川綱吉時代の代官人事の刷新や、柳沢吉保の私怨などがある可能性が指摘されている。
なお、明治時代に景能の顕彰運動の一貫で纏められた資料では、江戸に召喚される駕籠の中で自刃したとするものもある。

### 没後

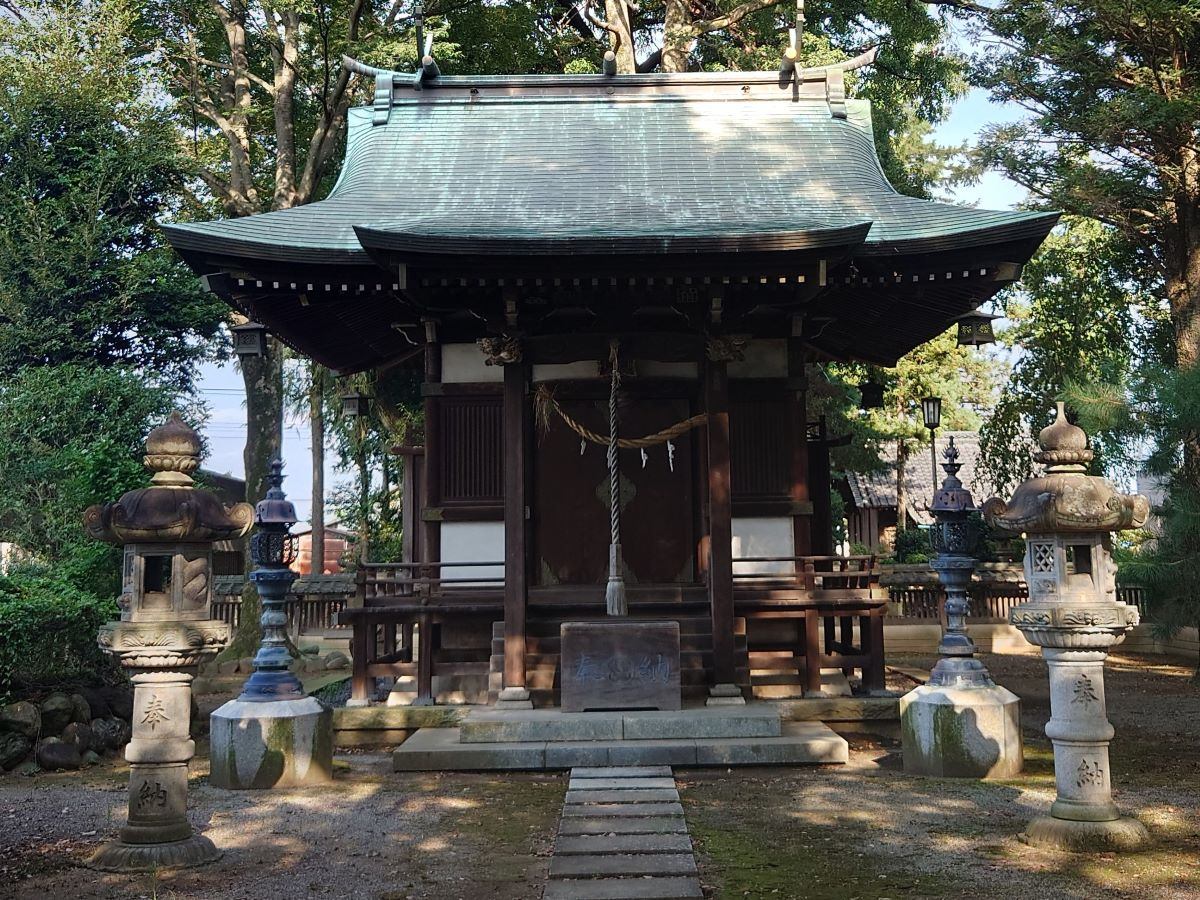
岡登霊神社

『寛政重修諸家譜』では景能に甚左衛門、平十郎政忠、三四郎、甚四郎、石野五郎兵衛正積妻の3男1女があったとし、三四郎と甚四郎は元禄元年（1688年）に景能に連座して死亡している。平十郎政忠は秋山家の養子となっており処罰を免れたとみられる。
景能が建立したみどり市笠懸町阿左美の国瑞寺に墓所が所在し、戒名は「雪江院殿寿峰道喜大居士」。同寺には自刃に用いたと伝わる剣や景能の統治に関する文書などが伝わる。墓所は昭和27年（1952年）11月11日、群馬県指定史跡となった。
宝暦2年（1752年）、景能は吉田家から「願信霊神」の神号を与えられ、現在の太田市大原町に所在する神明宮の境内に岡登霊神社を建立し祭祀された。
吾妻郡東吾妻町岡崎の榛名神社には、享和元年（1801年）に岡上治郎兵衛（景能）を「岡上大明神」として祀った「岡上生祠」が存在し、東吾妻町指定重要文化財となっている。また景能の手代であった土屋太郎兵衛吉政が景能の位牌を携えて吾妻郡まで持参したと伝わり、現在は東吾妻町指定重要文化財となっている。
景能を祀る神社としては他にみどり市笠懸町阿左美の忠霊塔境内に笠懸小学校の奉安殿を移築した岡登神社と、桐生市相生町3丁目の八坂神社境内に相生小学校の奉安殿を移築した岡登神社が存在する。
大正4年（1915年）、従五位を追贈された。

## 岡登用水

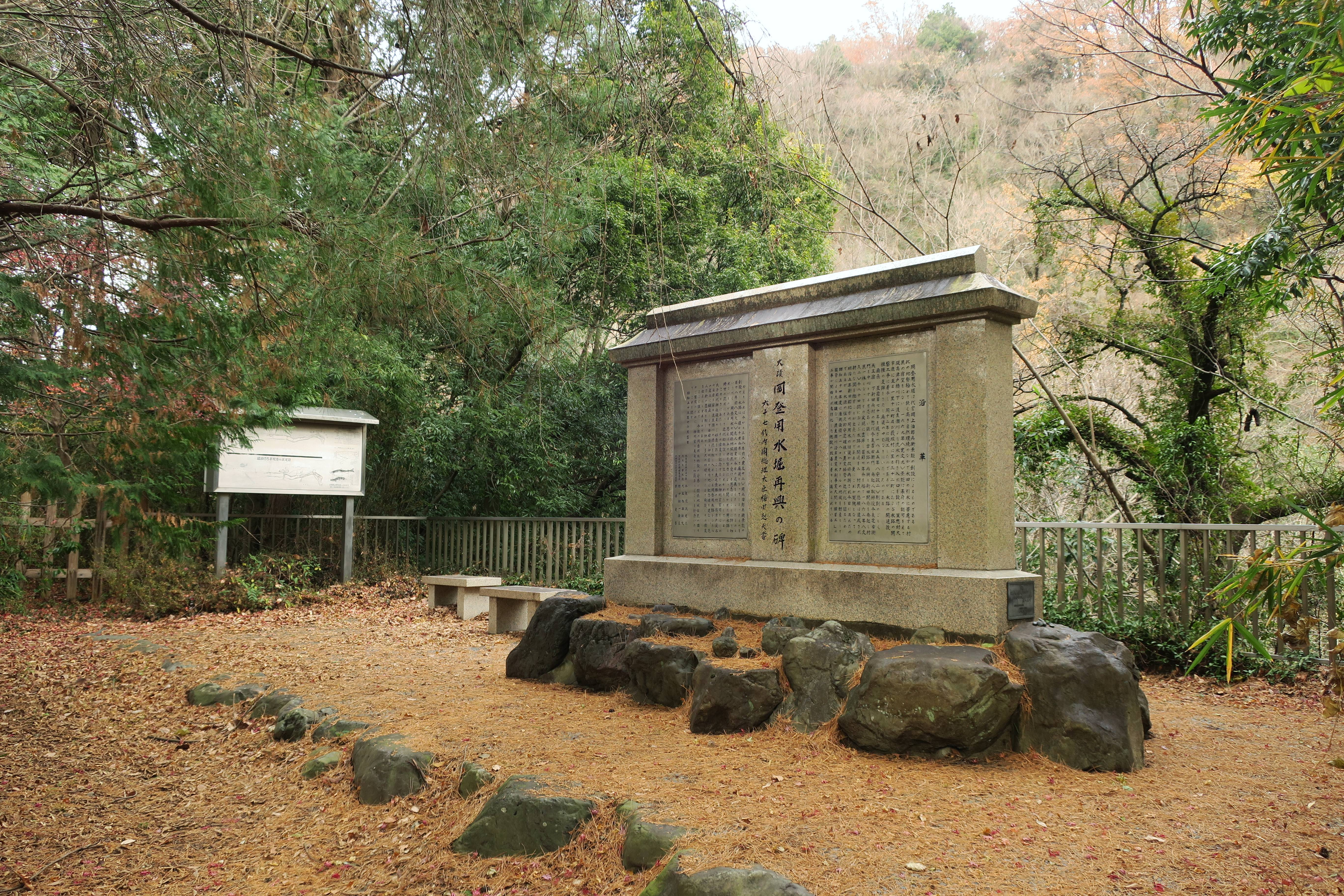
史蹟岡登用水堀再興の碑（書：福田赳夫）

古文書では「笠懸野御用水」と書かれており、岡上景能の名を取るならば「岡上用水」が正しいことになるが用水管理法人は「岡登用水」としており「岡登堰土地改良区」が存在する。
景能が開発した用水は、現在のみどり市大間々町大間々の高津戸橋下流約260メートルの渡良瀬川右岸（ながめ余興場下方）の岩盤を掘り取水口を設け、笠懸野に水を引くというものであった。取水口からみどり市笠懸町阿左美の三俣分水口（みどり市指定史跡）まで約4.3キロメートル、分水から岩ノ下溜井（現・鹿の川沼）を経由して銅街道沿いに南下、大村に造成した溜池に流入する。分水のもう一方は阿左美村南方に至るが延長は明らかでない。江戸時代の絵図から判断できる部分の水路の長さは約2.7キロメートルである。
この用水は、開鑿後間もなくから利用されなくなっていた。その原因としては、浸透によって用水の供給量が想定より少なかったことと、用水や溜池の浸透水あるいは気象災害を原因とする異常湧水が考えられ、それも景能失脚の一因であったことが想定される。
安政年間（1855年 - 1860年）に山田郡下新田村・天王宿村（現・桐生市相生町）が用水再興を願い出て、最上流部約4キロメートルが再興された。
明治5年（1872年）、藪塚村の新井重郎らが中心となり再興願いが出され、同村の伏島近蔵の出資を得て翌年8月に完成した。取入口から三俣分水、分水から鹿の川沼入口までおよび分水から阿左美までの区間の旧水路を復旧するとともに、鹿の川沼入口から西へ進んだのち南下して早川に合流するルートと、阿左美から南下して新田堀に合流するルートが新たに開鑿された。
明治23年（1890年）の洪水で取入口が破壊されたため、上流のはねたき橋右岸に隧道による取入口を新設する運びとなり明治33年（1900年）に竣工した。
高津戸ダム建設に伴い、取入口として新たに大間々頭首工を建設することとなり、昭和59年（1984年）度に完成した。
岡上らが開発した笠懸野御用水と現在の岡登用水とが混同されることがあるが別物だと西沢淳男は指摘した。